# Trans-Australian

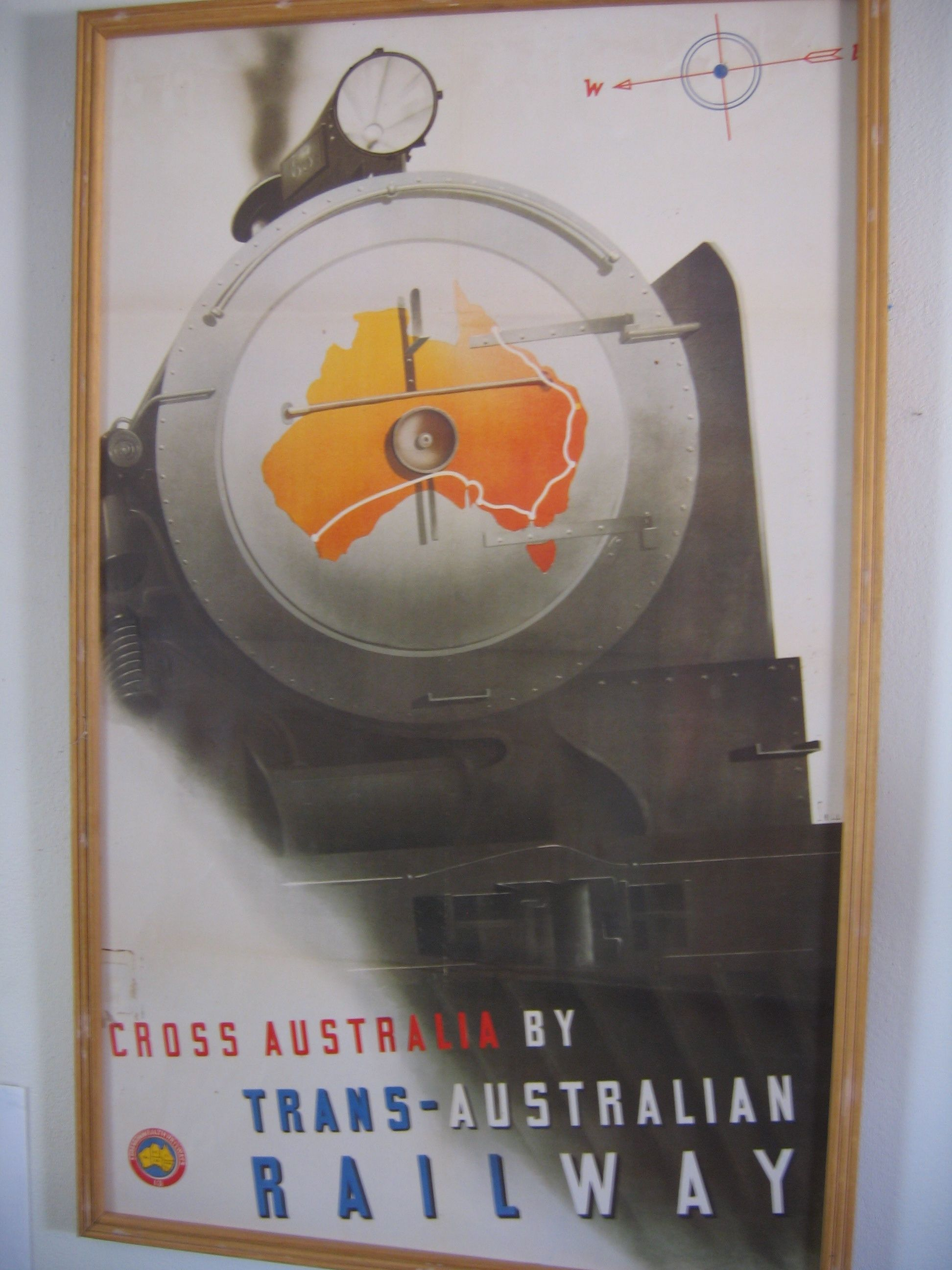
Werbeplakat – Museum Alice Springs

Der Trans-Australian war ein Personenzug, der die Transaustralische Eisenbahn zunächst zwischen Port Augusta und Kalgoorlie befuhr.

## Strecke
Die Transaustralische Eisenbahn ging 1917 in Betrieb. Sie wurde in Normalspur errichtet und war somit zwischen der Eisenbahn von Westaustralien und der Great Northern Railway, beide damals in Kapspur, ein Inselbetrieb. Der Trans-Australian verkehrte deshalb zunächst nur in diesem Abschnitt. An beiden Enden standen jeweils Anschlusszüge bereit. Die Transaustralische Eisenbahn wurde 1937 bis Port Pirie verlängert, wo Anschluss an das 1600 mm-Netz der Railways of South Australia bestand und damit einer von vier Umsteigevorgängen auf der Strecke Perth – Sydney entfiel. 1968 wurde die Transaustralische Eisenbahn zwischen Kalgoorlie und Perth mit einem dritten Gleis für die Normalspur – und damit auch der Laufweg des Trans-Australian – bis in die westaustralische Hauptstadt verlängert.
1970 wurde das Normalspurgleis zwischen Port Pirie und Broken Hill in Betrieb genommen. Damit war die transkontinentale Verbindung Perth – Sydney erstmals durchgehend mit einem Zug befahrbar. Dafür wurde der Indian Pacific eingerichtet. In der Folge ging die Zahl der Reisenden des Trans-Australian stark zurück, was zunächst zu einer Reduzierung der Zahl der Fahrten und schließlich 1991 zu seiner Einstellung führte.

## Der Zug
Der Trans-Australian war zunächst ein reiner Schlafwagenzug.

### Die deutsche Zuggarnitur
Im März 1951 erteilten die Commonwealth Railways einem Konsortium unter Führung der Firma Wegmann & Co. den Auftrag zum Bau zweier neuer Zuggarnituren für den Trans-Australian. Es war der erste Auftrag für den Bau von Reisezugwagen, der von Australien nach Deutschland vergeben wurde. Die Züge wurden in Kassel gefertigt. Sie bestanden aus je neun Wagen, die als Einheiten fest gekuppelt und mit Übergängen ähnlich dem VT 08 und dem VT 125 ausgestattet waren. Im Einzelnen bestand eine Garnitur aus:
- einem Servicewagen, zugleich Pack-, Generator- und Personalschlafwagen,
- drei Schlafwagen zweiter Wagenklasse, einer davon etwa zu einem Drittel mit Gesellschaftabteil,
- ein Speisewagen mit 48 Plätzen und Küche,
- ein Salonwagen erster Klasse mit Damen-, Musik- und Rauchersalon. Im Musiksalon gab es außer einem Klavier einen Radioempfänger, Musiktruhe, Plattenspieler und Tonbandgerät. Die Wände zierten Holzintarsien, die unter anderem auch den Herkules und die Wasserspiele im Bergpark Wilhelmshöhe zeigten.[3]
- drei Schlafwagen erster Klasse (Zweibettabteile), der abschließende zugleich als Kanzelwagen mit einem Aussichtsraum am Wagenende.

Der Zug war voll klimatisiert und bot insgesamt 52 Schlafplätze erster und 88 zweiter Klasse.
Innerhalb von 16 Monaten wurden die beiden identischen Züge geplant und gebaut. Anschließend wurden einige der Wagen im und vom Bundesbahn-Versuchsamt Minden der Deutschen Bundesbahn getestet und es fanden Versuchsfahrten zwischen Kassel und Fulda auf der Bahnstrecke Frankfurt–Göttingen und der Friedrich-Wilhelms-Nordbahn statt. Ab August 1952 wurden die Züge über Bremen an ihr Ziel verschifft und noch im selben Jahr in Betrieb genommen.
Als die Transaustralische Eisenbahn 1970 durchgehend zwischen Perth und Sydney befahrbar war, wurden die Fahrzeuge gegen modernere aus rostfreiem Stahl ausgetauscht. Der Wegmann-Zug wurde auf Kapspur umgespurt und kam nun zwischen Marree und Alice Springs auf der Great Northern Railway zum Einsatz. Als die Strecke 1980 durch die neue Zentralaustralische Eisenbahn ersetzt und der Betrieb auf der alten Strecke eingestellt wurde, gelangte ein Teil des Zuges in die Obhut der The Ghan Preservation Society. Südlich von Alice Springs entstand ein Eisenbahnmuseum an der ehemaligen Schmalspurtrasse. Dort befindet sich auch eine Ausstellung zur Geschichte von The Ghan. Im Außengelände werden Fahrzeuge, die in The Ghan im Einsatz waren – unter anderem auch Wagen des Wegmann-Zuges – gezeigt. Das Museum führte auf einem Streckenrest bis Mt. Ertiva einen Museumsverkehr mit diesen Fahrzeugen durch – sowohl mit Dampf- als auch mit Dieseltraktion. Nachdem die Strecke aber nach einem Regen so stark unterspült wurde, dass sie nicht mehr befahrbar ist und eine Reparatur auf 4 Mio. A$ veranschlagt wird, dafür aber kein Geld aufgebracht werden kann, ist wohl auch dieser Restbetrieb Geschichte.

### Weitere Entwicklung
Der Trans-Australian führte erstmals in den 1960er Jahren auch Sitzwagen, ein Service der aber zunächst wieder aufgegeben wurde. 1981 wurden Sitzwagen erneut eingeführt.
Betrieben wurde der Zug zunächst von den Commonwealth Railways und, nachdem diese 1975 in der Australian National aufgegangen waren, durch Letztere. Die Australian National stellte den Zug dann 1991 auch ein.

### Sonstige Quellen
- Englischsprachige Wikipedia: Commonwealth Railways